# Moon Pie
Un Moon Pie est un en-cas américain, populaire dans une grande partie des États-Unis.
Il est souvent associé à la cuisine du Sud des États-Unis, où il est traditionnellement accompagné d'un RC Cola.
Aujourd'hui, les MoonPies sont fabriqués par Chattanooga Bakery, Inc. à Chattanooga, dans le Tennessee.

## Composition
Il se compose de deux biscuits Graham ronds, avec une garniture de guimauve au centre, trempés dans un enrobage aromatisé. 
La tarte traditionnelle a un diamètre d'environ 10 cm. Une version plus petite, appelée Mini Moon Pie, pèse environ la moitié du poids, et une tarte de lune à deux étages du diamètre traditionnel comporte un troisième biscuit et une couche supplémentaire de guimauve. Les cinq parfums principaux sont : chocolat, vanille, banane, fraise et caramel salé. L'orange et la noix de coco apparaissent de manière saisonnière pendant la saison des défilés du Mardi Gras.